# (5294) Onnetoh
(5294) Onnetoh (1991 CB) – planetoida z pasa głównego asteroid okrążająca Słońce w ciągu 4,87 lat w średniej odległości 2,87 j.a. Odkryta 3 lutego 1991 roku.